# Luis Subercaseaux
Luis Subercaseaux Errazuriz (Santiago, 10 de maio de 1882–1973) foi um atleta e diplomata chileno. Ele alegou ser o primeiro esportista do Chile e da América do Sul que disputou os Jogos Olímpicos, por sua participação nos Jogos Olímpicos de Verão de 1896 em Atenas.

## Biografia
Nascido em Santiago, era o segundo filho de Ramón Subercaseaux Vicuña e Amalia Errázuriz Urmeneta, ambos membros de famílias conhecidas e abastadas, e irmão de Juan Subercaseaux.
De acordo com o Comitê Olímpico do Chile, Luis Subercaseaux Errázuriz competiu aos 13 anos nos 100, 400 e 800 metros.  Muitos historiadores olímpicos contestam essa afirmação e sustentam que, embora ele tenha sido inscrito nesses eventos, ele não participou de nenhuma corrida. O site do Comitê Olímpico Internacional o lista como um não-titular nos 100 metros e nos 800 metros, e não o lista nos 400 metros.  Uma avaliação de uma famosa foto da série 2 dos 100 metros rasos, realizada por especialistas em reconhecimento facial da polícia forense chilena, concluiu que Subercaseaux foi um dos participantes.
Durante este período de sua vida, estudou no Colégio Beneditino localizado nas províncias bascas da França, onde manteve seu registro no salto em altura. Ele também foi um dos membros fundadores do time de futebol chileno Club de Deportes Santiago Morning e um jogador de futebol de sucesso.
Até 1928 foi embaixador do Chile no Peru, Espanha e Vaticano, além de ser adido de negócios chilenos na Bélgica, Tchecoslováquia, Grécia, Países Baixos, Noruega, Polônia e Iugoslávia a partir do escritório consular em Londres.

Um memorial a Subercaseaux foi colocado na entrada do Museu Olímpico Chileno.